# Łącznik zestykowy
Łącznik zestykowy (ang. contact switching device) – łącznik elektryczny, którego człon łączeniowy główny zawiera zestyki łączeniowe.
Łączniki zestykowe można podzielić na:
- Łączniki bezmechanizmowe
- Łączniki mechanizmowe